# Système binominal
Pour les articles homonymes, voir Système et Binominal.
Le système binominal est un système électoral utilisé actuellement pour les élections parlementaires chiliennes.
Le système binominal fut inventé dans la Pologne de Wojciech Jaruzelski et mis en place par le régime de Pinochet afin de favoriser la stabilité politique. Ce système est reconnu comme promouvant les consensus et la négociation entre les côtés opposés du gouvernement.

## Caractéristiques
Le système fonctionne ainsi : les candidats des partis et indépendants se regroupent dans des listes ou coalitions. Chaque liste propose jusqu'à deux candidats par région électorale, province ou autre découpage. Les votes sont d'abord comptés par liste plutôt que par candidat et, à moins que la liste ayant le plus de voix n'ait le double de votes que la seconde liste, chacune des deux listes voient élu un de leurs candidats, celui ayant le plus de voix. Par exemple, dans les cas suivants les candidats élus sous le système binomial sont dénotés par un [e] :
|             | Cas 1    | Cas 2    | Cas 3    | Cas 4    |
| ----------- | -------- | -------- | -------- | -------- |
| Liste 1     | 40 %     | 51 %     | 60 %     | 39 %     |
| Candidat 1A | 30 % [e] | 30 % [e] | 50 % [e] | 20 % [e] |
| Candidat 1B | 10 %     | 21 %     | 10 % [e] | 19 %     |
| Liste 2     | 40 %     | 29 %     | 30 %     | 33 %     |
| Candidat 2A | 22 % [e] | 17 % [e] | 18 %     | 18 % [e] |
| Candidat 2B | 18 %     | 12 %     | 12 %     | 15 %     |
| Liste 3     | 20 %     | 20 %     | 10 %     | 28 %     |
| Candidat 3A | 11 %     | 11 %     | 6 %      | 26 %     |
| Candidat 3B | 9 %      | 9 %      | 4 %      | 2 %      |

Un cas courant est le Cas 2, dans lequel une liste a une majorité absolue mais obtient autant de candidat élu que la seconde liste : les candidats 1A et 2A sont élus. Dans le cas très rare où les deux premières listes obtiennent le même nombre de voix (Cas 1) : les deux listes ont un candidat élu. C'est uniquement dans le cas où la première liste a au moins le double de voix que la seconde liste qu'elle obtient les deux sièges même si, comme dans le Cas 3, son second candidat a réuni moins de vote que chacun des deux candidats de la seconde liste. Ainsi, ce système rend très difficile pour les petits partis de voir leurs candidats élus; dans le Cas 4 le candidat 3A a obtenu plus de voix que tout autre candidat cependant sous le système binomial ce seront les candidats 1A et 2A qui seront élus.
Comme on peut le voir, le système binominal égalise la représentation de la seconde majorité jusqu'à la rendre parfaitement égale, ou à peine inférieure, à celle de la première majorité. De plus, cela exclut les minorités, générant une situation bloquée à deux blocs dans lequel il est très difficile pour un bloc de prendre le dessus sur l'autre. Le tableau ci-dessous donne les résultats des élections parlementaires chiliennes de 2005 sous différents systèmes de vote.
|                                             | Concertación Democrática | Concertación Democrática | Alianza | Alianza | Juntos Podemos Más | Juntos Podemos Más | Fuerza Regional Independiente | Fuerza Regional Independiente | Nombre total de députés |
| ------------------------------------------- | ------------------------ | ------------------------ | ------- | ------- | ------------------ | ------------------ | ----------------------------- | ----------------------------- | ----------------------- |
| Sistema binominal                           | 65 dép.                  | 54,2 %                   | 54 dép. | 45,0 %  | 0 dép.             | 0,0 %              | 1 dép.                        | 0,83 %                        | 120 dép.                |
| Scrutin direct                              | 69 dép.                  | 57,5 %                   | 50 dép. | 41,6 %  | 0 dép.             | 0,0 %              | 1 dép.                        | 0,83 %                        | 120 dép.                |
| Système proportionnel d'Hondt               | 62 dép.                  | 51,6 %                   | 46 dép. | 38,3 %  | 9 dép.             | 7,5 %              | 1 dép.                        | 0,83 %                        | 120 dép.                |
| Sistema binominal corregido                 | 81 dép.                  | 54,0 %                   | 66 dép. | 44,0 %  | 2 dép.             | 1,3 %              | 1 dép.                        | 0,66 %                        | 150 dép.                |
| Proporcional plurinominal (Magnitude 2 à 6) | 85 dép.                  | 56,7 %                   | 62 dép. | 42,0 %  | 1 dép.             | 0,7 %              | 1 dép                         | 0,7 %                         | 150 dép.                |
| Proporcional plurinominal (Magnitude 2 à 8) | 87 dép.                  | 58,0 %                   | 61 dép. | 40,7 %  | 1 dép.             | 0,7 %              | 1 dép.                        | 0,7 %                         | 150 dép.                |

## Source
- (es)/(en) Cet article est partiellement ou en totalité issu des articles intitulés en espagnol « Sistema binominal » (voir la liste des auteurs) et en anglais « Binomial System » (voir la liste des auteurs).